# Série 213 de la FGC
 (janvier 2021).
La mise en forme du texte ne suit pas les recommandations de Wikipédia : il faut le « wikifier ».
Les points d'amélioration suivants sont les cas les plus fréquents. Le détail des points à revoir est peut-être précisé sur la page de discussion.
- Les titres sont pré-formatés par le logiciel. Ils ne sont ni en capitales, ni en gras.
- Le texte ne doit pas être écrit en capitales (les noms de famille non plus), ni en gras, ni en italique, ni en « petit »…
- Le gras n'est utilisé que pour surligner le titre de l'article dans l'introduction, une seule fois.
- L'italique est rarement utilisé : mots en langue étrangère, titres d'œuvres, noms de bateaux, etc.
- Les citations ne sont pas en italique mais en corps de texte normal. Elles sont entourées par des guillemets français : « et ».
- Les listes à puces sont à éviter, des paragraphes rédigés étant largement préférés. Les tableaux sont à réserver à la présentation de données structurées (résultats, etc.).
- Les appels de note de bas de page (petits chiffres en exposant, introduits par l'outil «  Source ») sont à placer entre la fin de phrase et le point final[comme ça].
- Les liens internes (vers d'autres articles de Wikipédia) sont à choisir avec parcimonie. Créez des liens vers des articles approfondissant le sujet. Les termes génériques sans rapport avec le sujet sont à éviter, ainsi que les répétitions de liens vers un même terme.
- Les liens externes sont à placer uniquement dans une section « Liens externes », à la fin de l'article. Ces liens sont à choisir avec parcimonie suivant les règles définies. Si un lien sert de source à l'article, son insertion dans le texte est à faire par les notes de bas de page.
- La présentation des références doit suivre les conventions bibliographiques. Il est recommandé d'utiliser les modèles {{Ouvrage}}, {{Chapitre}}, {{Article}}, {{Lien web}} et/ou {{Bibliographie}}. Le mode d'édition visuel peut mettre en forme automatiquement les références.
- Insérer une infobox (cadre d'informations à droite) n'est pas obligatoire pour parachever la mise en page.

Pour une aide détaillée, merci de consulter Aide:Wikification.
Si vous pensez que ces points ont été résolus, vous pouvez retirer ce bandeau et améliorer la mise en forme d'un autre article.
 (mars 2021).
Le contenu est difficilement compréhensible vu les erreurs de traduction, qui sont peut-être dues à l'utilisation d'un logiciel de traduction automatique.
La série 213 de FGC est formée par 42 unités de train (UT) électriques, bâties entre en 1998 et 2009, qu'ils circulaient sur la ligne Llobregat-Anoia. Depuis en 2009, la lui seule série de matériel en roulant par transport de voyageurs qu'y prête service Les UT sont formées par trois voitures, deux motrices aux bouts et un remorqué au milieu, lequel dispose d'une plateforme avec accessibilité universelle.

## Histoire

### Embauche et fabrication

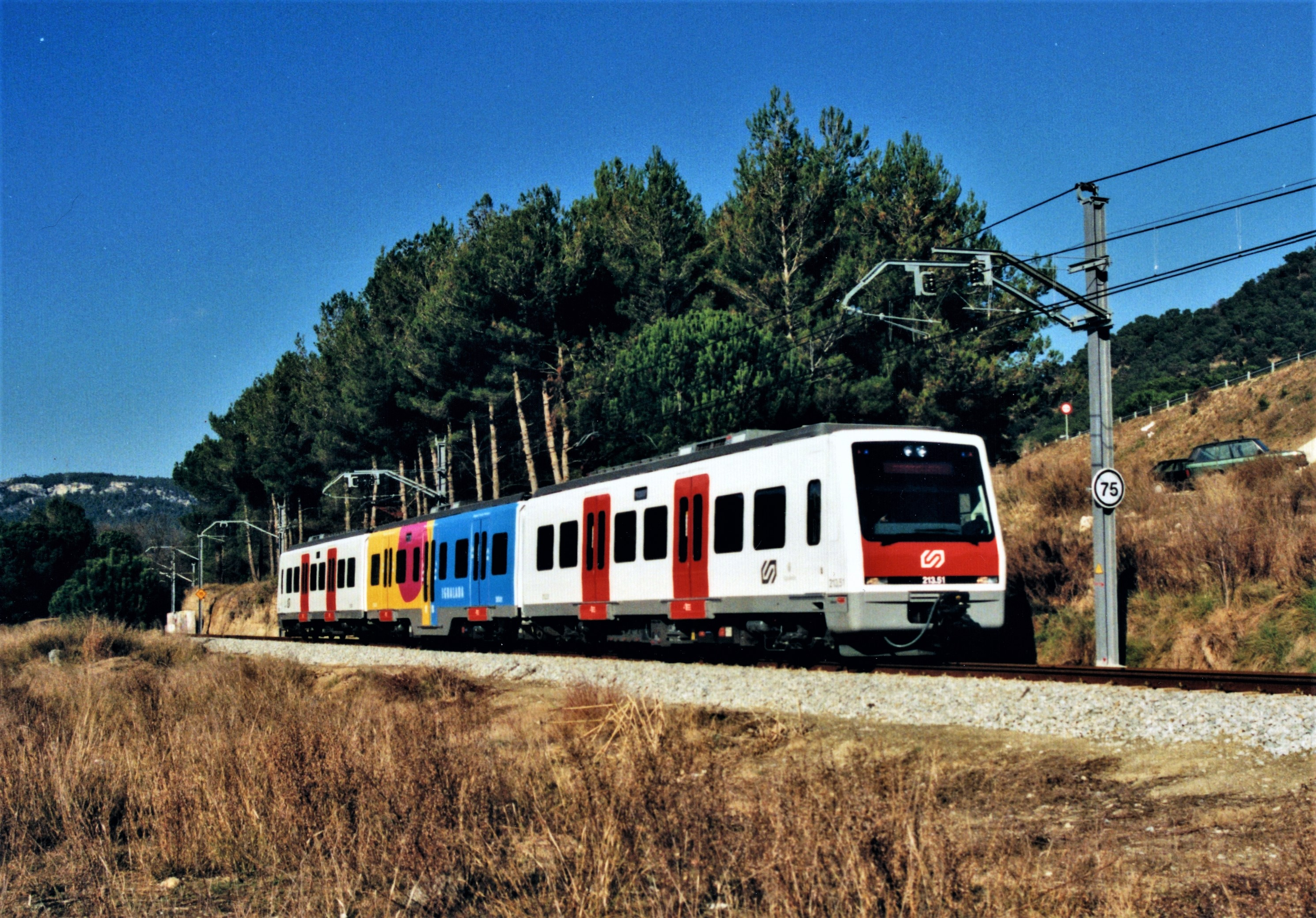
La UT 213.01 pendant l'inauguration des nouveaux trains et de l'électrification de la ligne d'Égalée le 31 janvier 1999

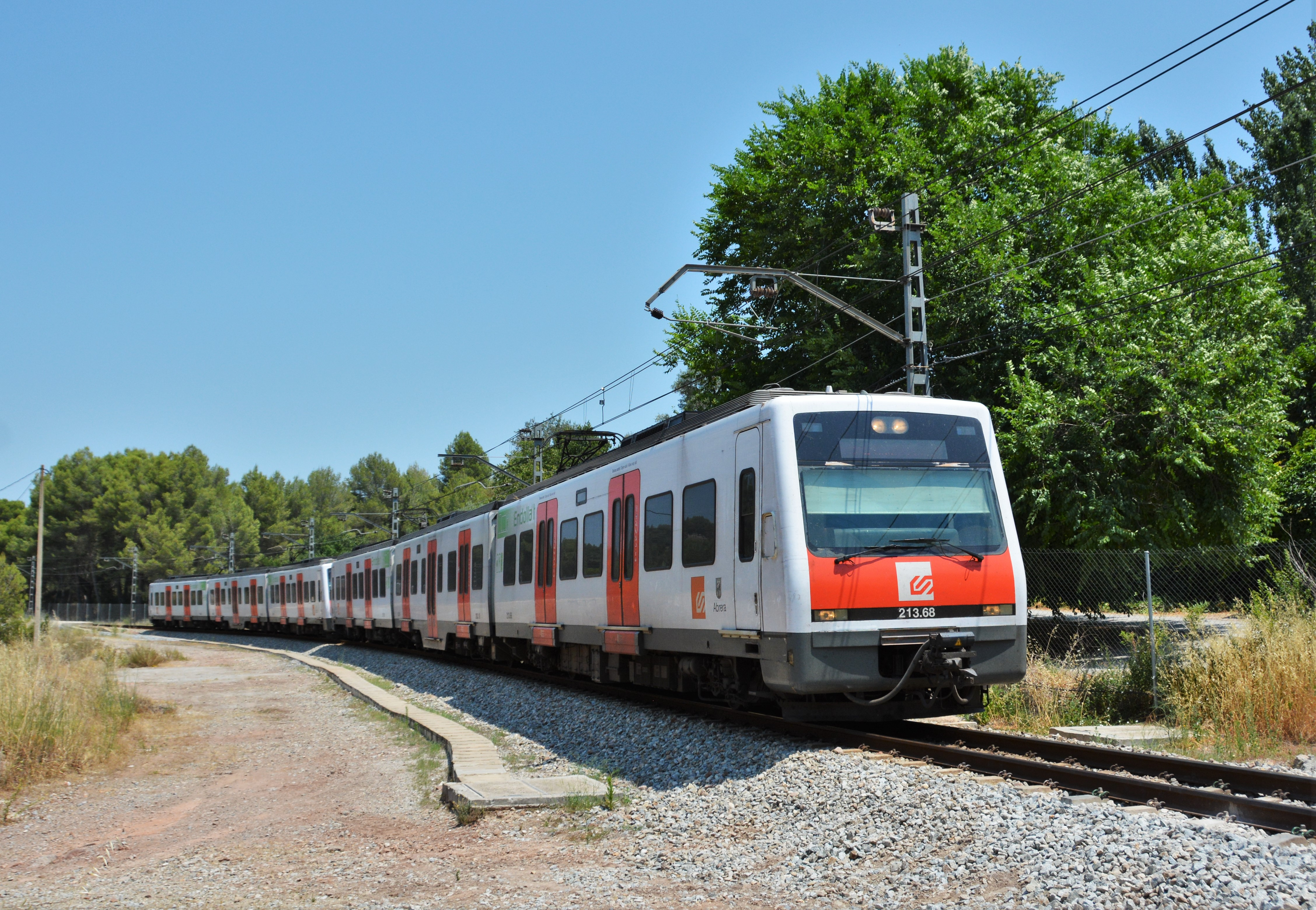
Les UT 213.18 et 213.08 en réalisant le train N430 de Manresa à Barcelone, en atteignant la gare de Monistrol de Montserrat, en 2017

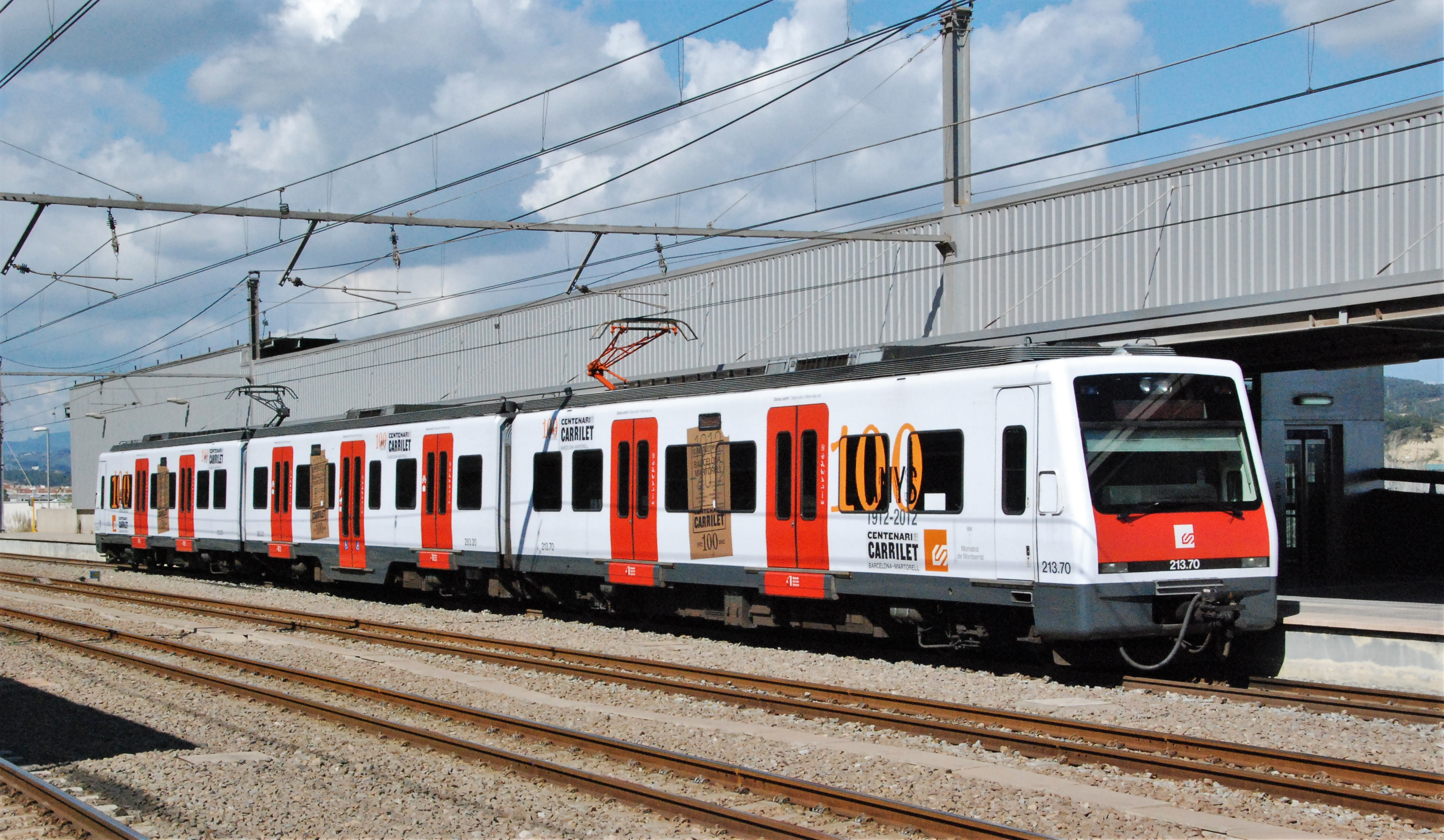
La UT 213.20 à la gare de Quatre Camins en 2013, avec publicité du centenaire de la ligne entre Barcelone et Martorell

À moitié des années du XXe siècle , FGC disposait de 25 unités de train (UT) pour faire les services de voyageurs de la ligne Llobregat-Anoia, desquelles quinze étaient des années soixante ou antérieures (séries 3000, 5000 et 8000, et dix des années quatre-vingt (série 211). En plus, la ligne de Martorell à Égalée encore n'était pas électrifiée, et le service se faisait avec les cinq UT diesel de la série 3000.
Le projet de transformation du réseau ferroviaire hérité de la Compañía Générale de Ferrocarriles Catalanes dans le Métro du Bas Llobregat, après la mise en œuvre du Métro du Vallès le 24 juin 1996, comprenait l'électrification du ramal de Martorell à Égalée et une augmentation considérable des fréquences de pas des trains. Par ce motif s'a décidé acquérir nouvelles unités de train Après le pertinent concours public, il s'a adjugé la construction aux entreprises MTM, Meinfesa (toutes deux absorbées par Alstom et postérieurement intégrées à sa structure), CAF et ADtranz (absorbée par Bombardier depuis en 2000). Ces nouveaux trains étaient l'adaptation au réseau de vía métrique des UT qui peu avant a acquis FGC par la ligne Barcelone-Vallès, de la série 112, posées en service à partir du 1995.
Les UT de la série 213 s'ont acquis dans trois lots successifs, chacun d'eux pour couvrir des besoins différents:
- Le contrat par le premier lot, formé par 20 UT (213.01 à 231.20), il s'a signé le 19 décembre 1995 Ces vingt premiers trains s'ont acquis pour substituer le matériel en roulant plus ancien, déjà obsolète (séries 3000, 5000 et 8000); pour offrir le service avec traction électrique à la ligne de Martorell à Égalée; et pour augmenter la fréquence de trains, spécialement en substituant les trains lanceuses entre Martorell, Manresa et Égalée par des trains directs de Barcelone. S'ont mis en service entre en 1998 et 1999[1]
- Le contrat du deuxième lot, formé par 13 UT (231.21 à 213.33), il s'a signé le 1er octobre 2003 S'ont acquis pour augmenter la fréquence de trains, une fois se mette en service la duplication de voie dans tout le tronçon de Sant Boi de Llobregat à Olesa de Montserrat Sont entrés en service entre en 2005 et 2006.
- Le contrat du troisième lot, formé par nouveau UT (213.34 à 213.42), il s'a signé l'octobre de 2006 Ces noix dernières UT allaient destinées à substituer les dix UT de la série 211, que FGC a donné de baisse prématurément. S'ont mis en service le long d'en 2009[1].

### Services
Les premières UT de la série s'ont mis en service commercial le 1er février 1999, en coïncidant avec l'inauguration de l'électrification de la ligne de Martorell à Égalée Les premières six UT disponibles s'utilisèrent initialement seulement dans les services semidirectes entre Barcelone, Manresa et Égalée, en profitant ses accouplements automatiques pour faire des trains communs vers ces destinations entre Barcelone Place l'Espagne et Martorell Lien. Pendant des mois ont vécu ensemble avec les UT des séries 5000 et 211. À mesure qu'ils allaient en entrant en service plus UT du premier lot, ils ont commencé à faire autres services de la ligne, en prenant la relève de définitivement à celles de la série 5000 le novembre de 1999, avec la réception de la dernière UT 213 de ce lot. Depuis lors, les UT 213 réalisèrent tous les trains d'alentours des lignes de Manresa et Égalée et, conjointement avec les UT de la série 211, les trains suburbans jusqu'à Moli Nouveau, Saint Andreu de la Barque, Martorell Lien et Olesa de Montserrat.
Avec la posée en service des UT du deuxième lot (sept en 2005 et les restants six en 2006), et l'arrivée de la double via jusqu'à Martorell s'ont incrémenté les fréquences de trains, spécialement aux services suburbans. À partir du 2006, les UT de la série 211 déjà commençaient à voir réduits ses services, et normalement circulaient seulement les jours fériés.
Postérieurement ont continué les œuvres d'amélioration d'infrastructures, il s'a complété la plie voie continue entre Barcelone Place l'Espagne et Olesa de Montserrat, et il se va exécuté le perllongament de voies d'alinéa à plusieurs gares des tronçons de vía unique et construction de nouvelles aux gares de Capellades et Vilanova du Chemin, pour augmenter la capacité de trains. De cette façon, le 2008 s'ont mis en service les anomentats Métros Régionaux, avec des fréquences d'un train chaque 20 minutes aux heures pointe entre Barcelone, Manresa et Égalée L'arrivée des neuf unités de train du troisième lot le 2009 a supposé le retrait du service définitive des dix UT de la 211. Depuis lors, les 42 UT de la série 213 s'en ont fait poste de la totalité des trains de voyageurs de la ligne
Même si la plupart de trains circulent avec une semelle UT, est fréquente l'emploi de compositions doubles avec deux UT, pour plier la capacité Ça se fait en déterminés trains de l'heure pointe du matin en sens Barcelone, et aux trains de la ligne R5 entre Barcelone, Manresa et retour, afin de répondre à la grande demande de touristes qu'ils visitent Montserrat, et qu'ils voyagent avec ces trains jusqu'à la descente d'Aérien de Montserrat (lien avec l'Aérien de Montserrat) et la gare de Monistrol de Montserrat (lien avec le Fermeture éclair de Montserrat).
Avec le service actuel (mai 2019), chaque UT 213 parcourt une moyenne de 124 000 kilomètres annuels, Quelques trains du premier lot déjà ont remporté les 2,8 millions de kilomètres parcourus depuis sa fabrication (1,8 million de kilomètres les UT du deuxième lot, et 1,3 celles du troisième lot)
Le novembre de 2019 la première UT (213.07) a remporté les trois millions de kilomètres parcourus.[faut [réf. nécessaire]

## Description technique

### Tableau de caractéristiques
| Caractéristique                | unité | Voiture Mème1     | Voiture Ri        | Voiture Mème2     |
| ------------------------------ | ----- | ----------------- | ----------------- | ----------------- |
| Années construction            |       | 1998-2009         | 1998-2009         | 1998-2009         |
| Quantité                       |       | 42                | 42                | 42                |
| Tournage                       |       | Bo'Bo'            | 2'2'              | Bo'Bo'            |
| Puissance en régime continu    | kW    | 1.440             | 1.440             | 1.440             |
| Effort de traction à l'arraché | kN    | 210               | 210               | 210               |
| Vitesse maximale               | km/h  | 90                | 90                | 90                |
| Systèmes de sécurité           |       | FAP               | FAP               | FAP               |
| Commandement multiple          |       | 2 unités de train | 2 unités de train | 2 unités de train |
| Longitude unité de train       | mm    | 51.980            | 51.980            | 51.980            |
| Longitude des caisses          | mm    | 16.323            | 16.196            | 16.323            |
| Tara unité de train            | kg    | 101.900           | 101.900           | 101.900           |
| Poids maximal unité de train   | kg    | 135.300           | 135.300           | 135.300           |
| Tara de chaque voiture         | kg    | 36.200            | 28.700            | 37.000            |
| Poids maximal par axe          | T     | 11,5              | 10,6              | 11,7              |
| Places assises                 |       | 48                | 36                | 44                |
| Places debout                  |       | 94                | 151               | 94                |

### Partie mécanique
Les UT de la série 213 sont formées par trois voitures: une motrice à côté Manresa/Égalée, nommée voiture Mème1; une autre voiture motrice identique à côté Barcelone, appelé M2; et une voiture remorque intermédiaire entre les deux motrices, appelé Ri
- La voiture Mème1 dispose de deux bogis motrius, les équipements électriques de puissance et contrôle, un compresseur d'air, une cabine de conduite, deux portes automatiques d'accès à chaque côté, un pantògraf et 48 sièges
- La voiture Ri dispose de deux bogis remorqués, les batteries du train, trois portes automatiques d'accès à chaque côté et 36 sièges, desquels 20 abatibles
- La voiture Mème2 est identique au M1 mais, en plus, dispose d'un WC de vide, motif par lequel seulement thé 44 sièges

Les caisses des voitures, de structure autoportant, sont bâties avec des profils extraits d'alliages légers en aluminium Le frontal des UT est une pièce modelée en polyester, encollée sur la structure Ne disposent pas d'aucun élément d'absorption de chocs La caisse de chaque véhicule s'appuie sur deux bogies de deux axes Au plafond y a les équipements de climatisation et, en plus, aux voitures motrices les résistances de frein et un pantographe Sous l'étage des caisses des voitures motrices pendent les différents équipements techniques: disjoncteurs, ondulateurrs de traction, convertisseurs de services auxiliaires, compresseurs et avoirs d'air comprimé; sous celui des voitures remorques seulement y a le convertisseur de services auxiliaires et les batteries de la UT Les portes par les voyageurs son d'actionnement électrique, et ils disposent d'un étrier abattable extérieur, d'actionnement pneumatique, afin de faciliter l'accès au train depuis les quais des gares La partie centrale de la voiture Ri est réduite par rapport au sol du reste du train, afin d'offrir un petit espace accessible sans des étriers; par ce motif, ses portes sont de majeure hauteur que le reste
Intérieurement, le sol est en bois ignifuge recouvert avec PVC, et les parois et le plafond sont faits avec grands panneaux en polyester de couleur crème L'éclairage se fait moyennant des tuyaux fluorescents, qu'ils sont en étant changés par des tuyaux équipés avec leds Au plafond y a les canalisations du système de climatisation, capable de distribuer air froid et chaud ou aération En plus, dans les montants des portes d'accès y a des chauffages complémentaires En étant équipées avec climatisation, les fenêtres ne se peuvent pas ouvrir; initialement étaient équipées avec stores, qui s'ont démonté postérieurement, en étant substitués par laminés réflecteurs de la lampe solaire aux verres La plupart des sièges sont disposés dans des groupes de deux #faire# face à, même si aussi en y doit transversaux aux voitures motrices par le côté du Ri. Dans cette voiture intermédiaire, en plus, il y a 20 sièges abattables: six à chaque bout (desquels trois avec des supports pour pendre des vélos), et autres huit à la plateforme centrale
Sont équipées avec un système d'information intérieure et extérieure automatique, moyennant des panneaux lumineux et haut-parleurs, qui annonce les proches arrêts et d'autres messages pré-gravures ou de vivante voix qui peut émettre autant le machiniste comme le centre de commandement Aussi disposent d'un système de vidéosurveillance intérieur avec enregistrement d'images (qui se peuvent visualiser aux cabines de conduite), qui s'a complété avec des caméras d'enregistrement du fait appel aux testeres à partir du 2015
Les deux cabines de conduite sont fort réduites, et ils disposent d'un seul siège, centré respect l'axe du train, et un large pupitre de conduite S'y peut accéder autant depuis l'intérieur du train par une porte battante, comme depuis l'extérieur par deux portes corredisses, avec des fenêtres qui se peuvent ouvrir Ne disposent pas de climatisation indépendante (utilisent la même équipe de la salle de voyageurs) Dans la deuxième moitié d'en 2010 s'est commencée à substituer les sièges par d'autres plus modernes avec suspension pneumatique et regulation lombaire
Les trois voitures de chaque UT sont unis entre eux avec des accouplements semi-permanents, et ils disposent de larges couloirs d'intercommunication par le libre transit des voyageurs Aux bouts de chaque train y a deux enganxalls automatiques du type BSI-Compact

Les bogis sont tous identiques Sont formés par une structure en forme d'ache, bâtie avec des profils mecano-soldats en acier Cette structure tient les deux axes moyennant des caisses de graisse et une suspension primaire de ressorts de types cloche de caoutchouc-acier La caisse des voitures s'appuie sur les deux bogis moyennant une traverse de la danseuse (avec une couronne de virement de boules), et celle-ci sur les bogis moyennant les deux balones pneumatiques de la suspension secondaire Chaque axe, en acier forgé avec des roues monobloc, a calé un disque de frein, sur ce qu'agissent les mordasses du frein pneumatique En plus, chaque roue dispose d'une chaussure netejadora, qu'il agit simultanément au frein, pour nettoyer les superficies de rodolament des roues Les bogis motrius, en plus, incorporent deux moteurs de traction situés entre les axes, sorreres, et les situés aux bouts du train, capteurs du système FAP Chaque bogi motriu pèse 7.188 Kg, et le remorqué 4.570 Kg,

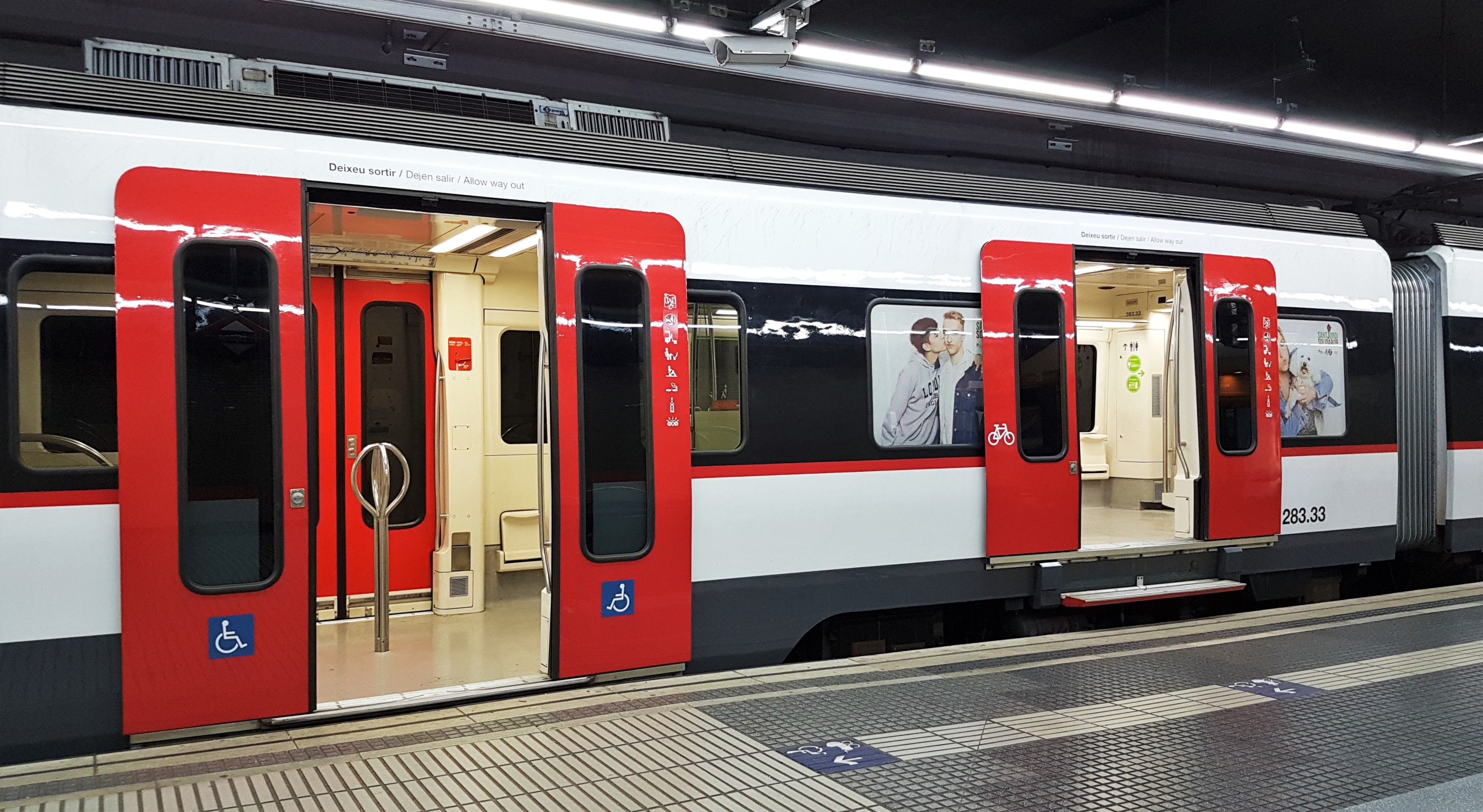
Remorque intermédiaire 283.33, avec les portes d'accès à différente hauteur par rapport au quai
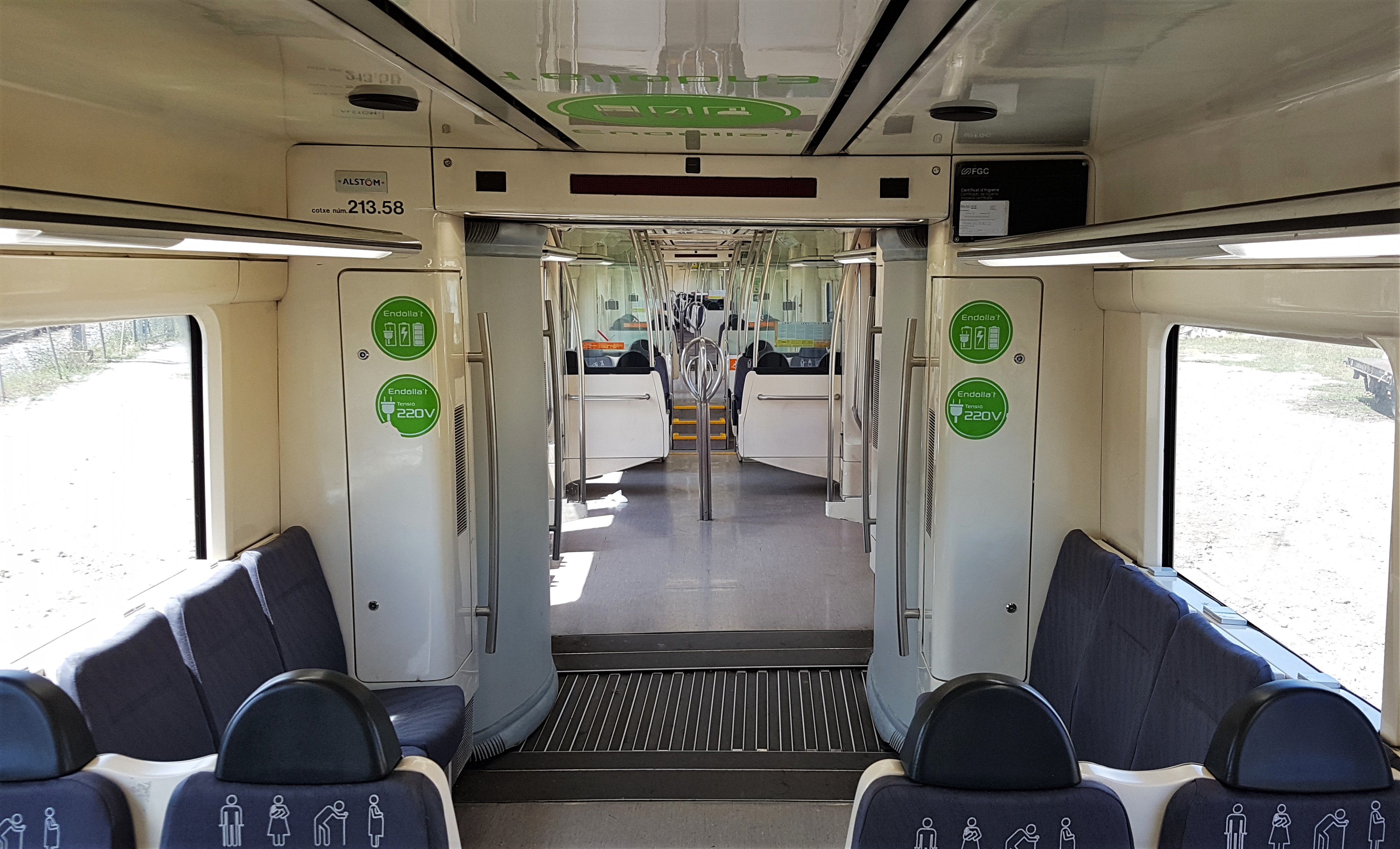
Intérieur d'une UT 213, habille depuis la voiture M2, avec les larges couloirs d'intercommunication
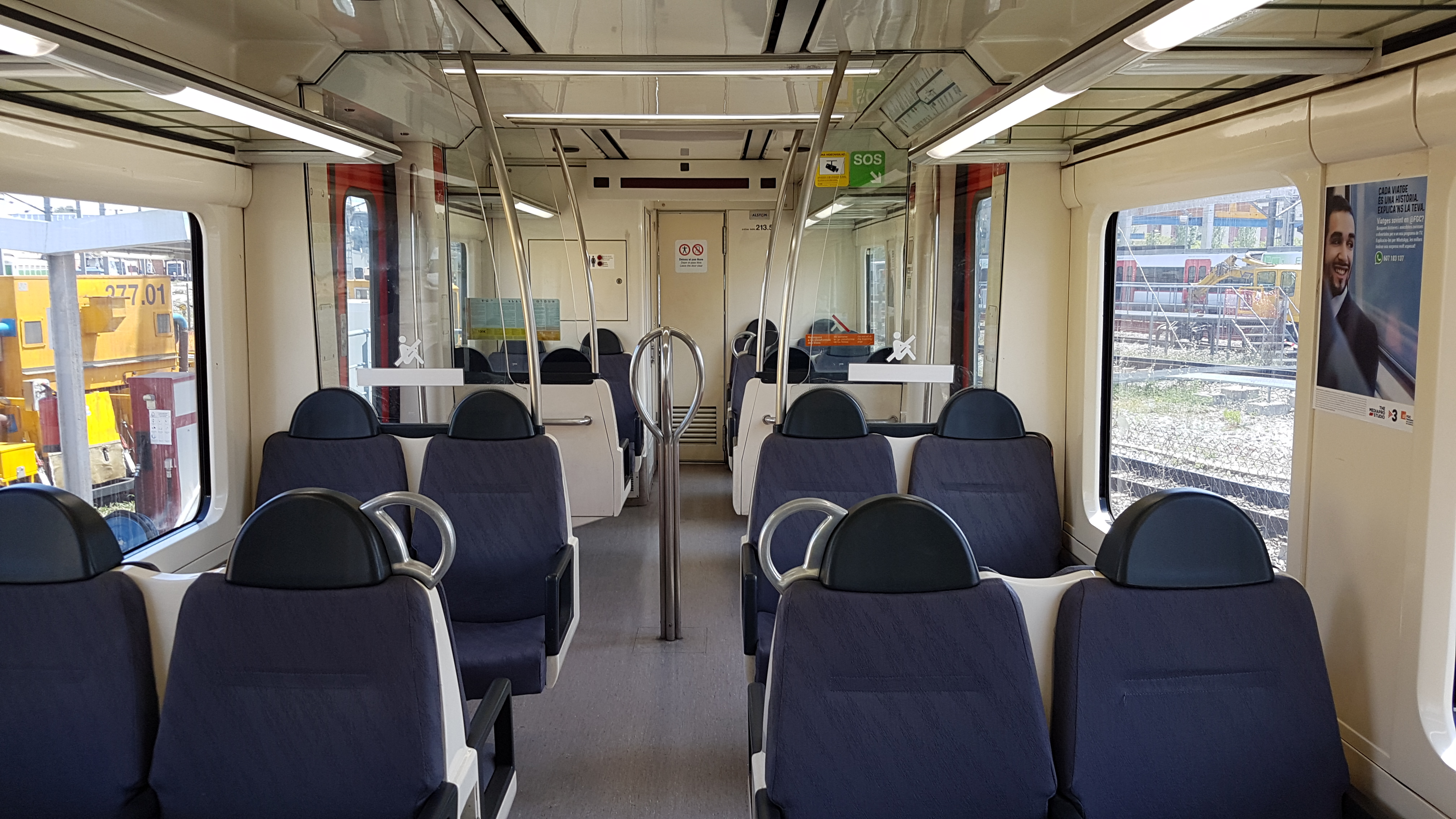
Intérieur de la voiture Mème2, avec le module du WC au fond, à gauche
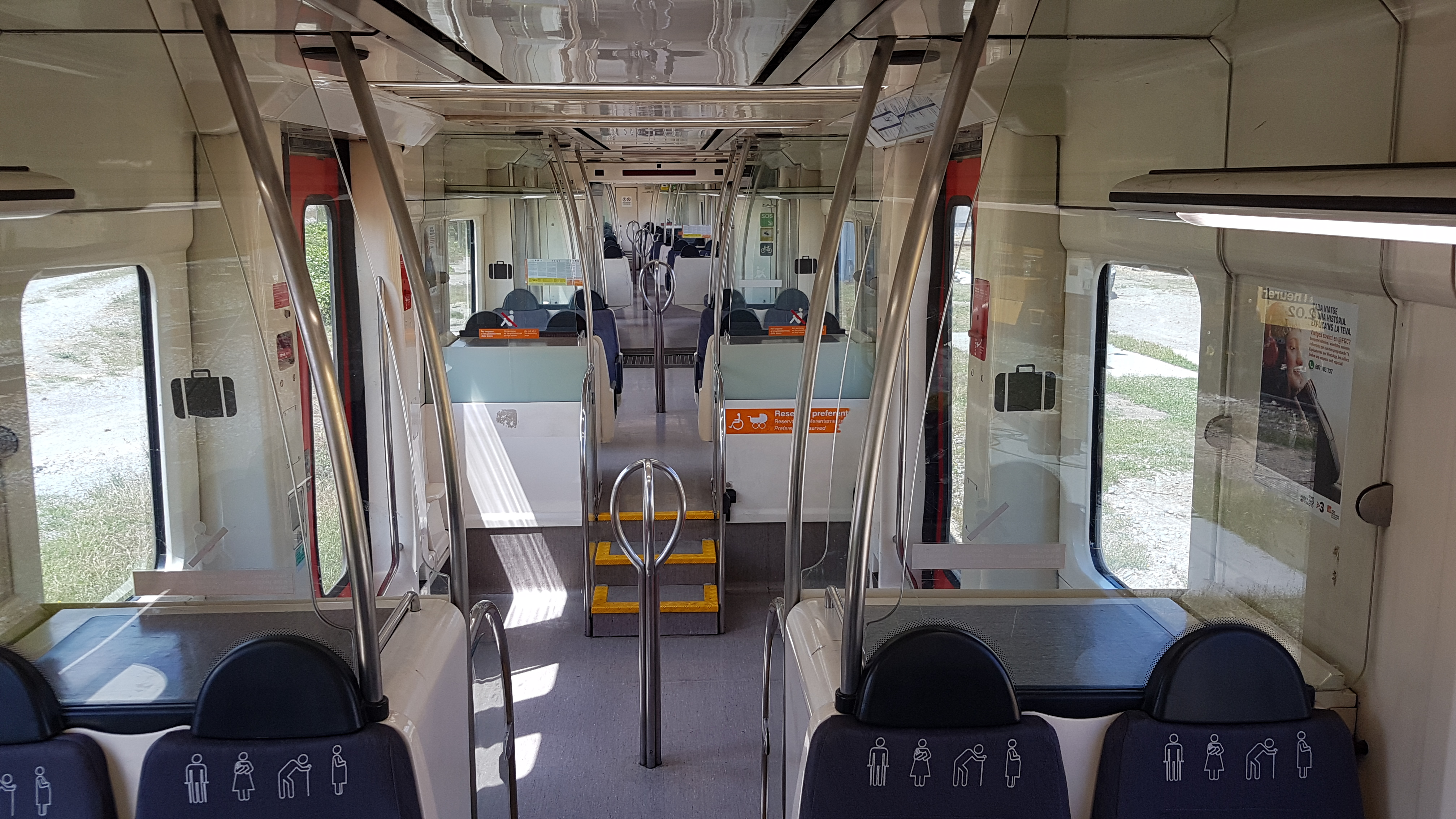
Intérieur de la voiture Ri, avec la plateforme abaissée accessible
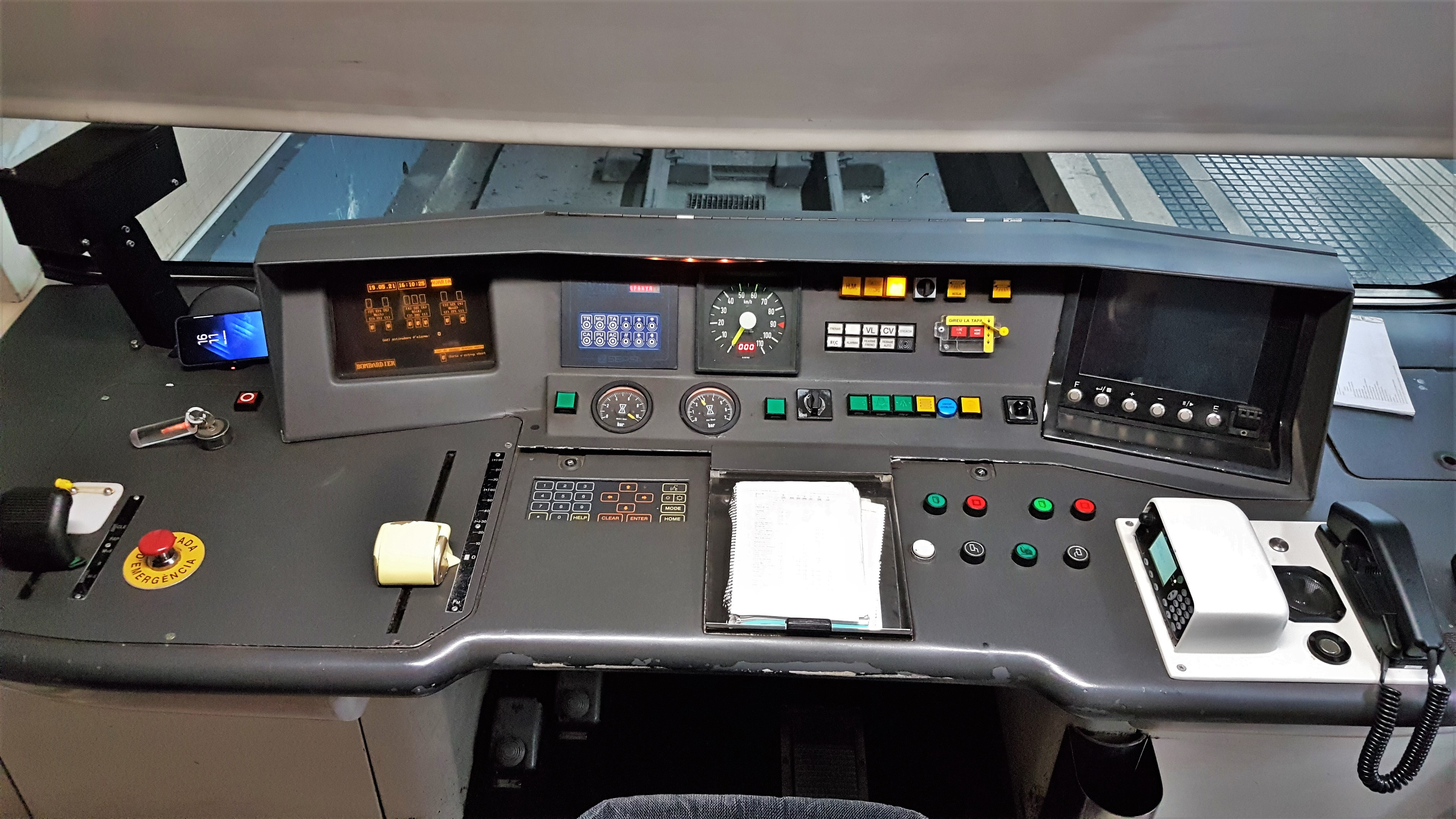
Pupitre de conduite. Situé à la main gauche, le manipulateur de vitesse prefixada
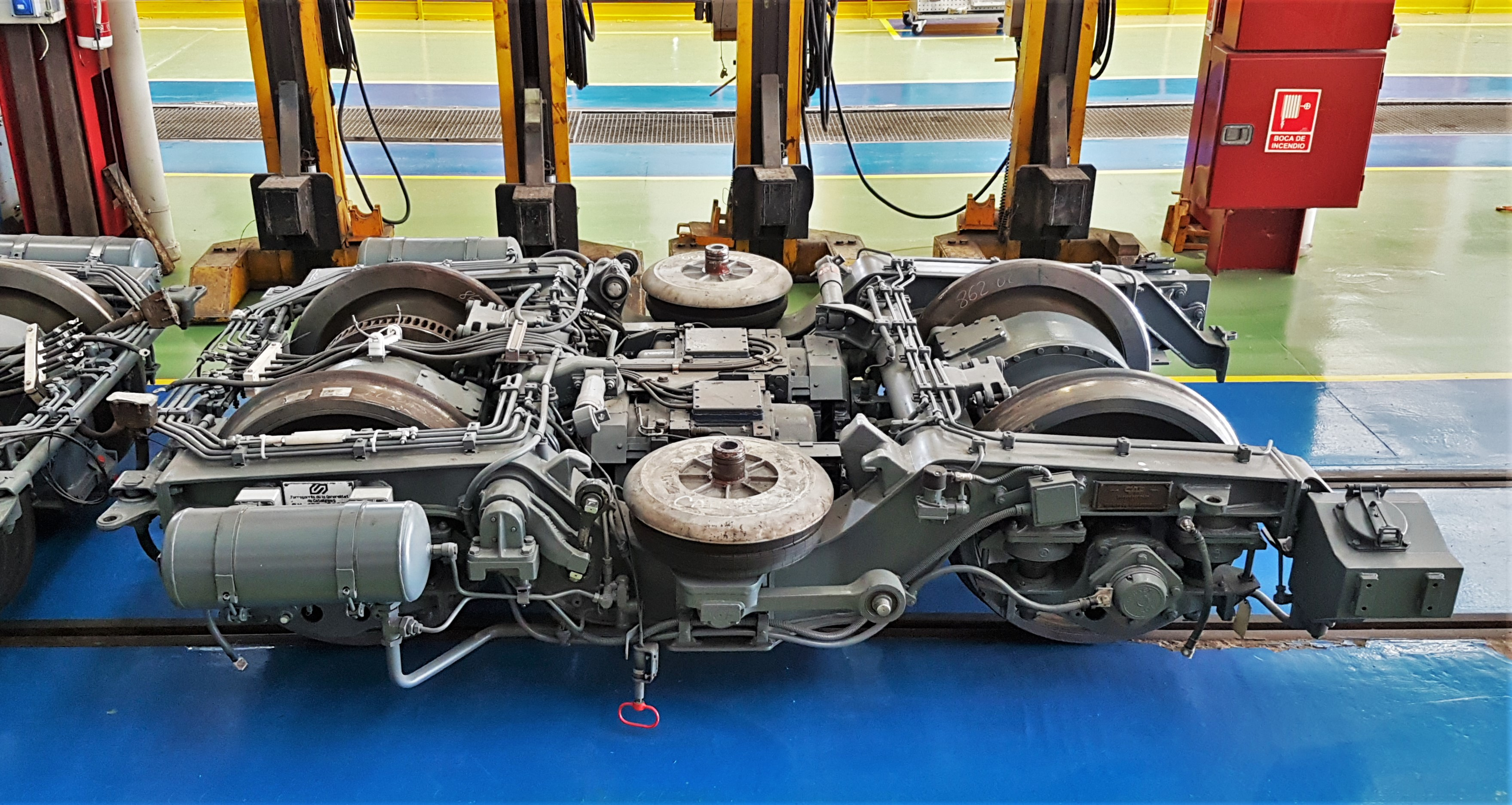
Bogi motriu d'une UT 213

### Équipement électrique
Chaque voiture motriu est équipé avec un pantògraf Faiveley AM32-AE, d'actionnement électrique, qui saisit le courant électrique à 1.500 Vcc de la catenària Celui de la voiture Mème1 alimente électriquement sa voiture, et celui du Mème2 le sien et aussi la voiture Ri. Dans ne pas être interconnectés entre eux, tous deux doivent être levés pendant le fonctionnement normal de la UT Après chaque pantògraf y a un parallamps, un disjuntor figurant-rapide et un filtre d'entrée
L'équipement de traction est identique et indépendante à chaque voiture motriu Est formé par un convertisseur de traction alimenté par les 1.500 Vcc de la catenària. Au circuit intermédiaire s'élève au tension à 1.800 Vcc, que se transforme à la ondulador dans un courant alternatif trifàsic, de fréquence et tension variables (de 0 à 140 Hz et de 0 à 1.170 Vca), pour alimenter les moteurs de traction. Le convertisseur se complète avec un chopper de frein, qui permet le fonctionnement des moteurs de traction comme des générateurs, en passant à faire la fonction de frein électrique; ce chopper revient le courant généré pendant le freiné à la catenària s'il y a autres consommateurs (frein régénératif), ou le crème aux résistances de frein situées au plafond de la voiture Autant le ondulador de traction comme le chopper de frein utilisent tiristors GTO (Gate Turn Off) comme des composants électroniques de puissance, du type SG4000 de Toshiba.
Les moteurs de traction sont du type trifàsic asynchrone, du modèle 4 EBA 35420 de ABB (fabriqués après par ADtranz, et plus tard par Bombardier). Distribuent une puissance maximale de 180 kW, avec une consommation de 108 par phase et un rendement nominal du 93%
Cadascun dels tres cotxes disposa, a més, d'un convertidor auxiliar. Alimentat també pels 1.500 Vcc de la catenària, transforma aquest corrent en d'altres de baixa tensió a 380 Vca/50 Hz i 72 Vcc, per alimentar els serveis auxiliars del tren, com ara els compressors d'aire, la climatització, l'enllumenat, la càrrega de bateries o els circuits de control. Cada convertidor té una potència de 55 kVA. Les bateries són sota el cotxe Ri, i estan formades per 56 elements de níquel-cadmi, amb una capacitat de 55 A/h,.

### Systèmes pneumatiques et de frein
Chaque UT dispose de deux compresseurs d'air, qui alimentent le système à une pression d'entre 8 et 10 kg/cm². Ces compresseur sont d'escargot, actionnés par un moteur électrique trifàsic L'air comprimé s'utilise par le frein pneumatique; les chaussures netejadores; l'ouverture des étriers et les miroirs retrovisors; l'actionnement des klaxons; les greixadors de cil; et pour produire le vide nécessaire au WC
Le fonctionnement du frein pneumatique est contrôlé électriquement Quand l'équipe de contrôle du train demande l'actionnement du frein, ce femme un ordre aux electrovàlvules, qui laissent passer l'air à pression des avoirs principaux vers les cylindres de frein, avec la valeur appropriée pour faire l'effort de frein demandé (pression maximale de 2 kg/cm²). Un autre electrovàlvula indépendant actionne le frein d'urgence, soit par l'ordre donné par le machiniste, ou par quelque des systèmes de sécurité (pression maximale de 3 kg/cm²). À chaque bogi, un des cylindres de frein est équipé avec frein de stationnement par mie accumulatrice, qu'il agit devant le manque de pression d'air et il garantit l'immobilité du train,

### Équipement de contrôle
Le contrôle du fonctionnement du train est informatique, en utilisant le système MICAS S2 développé par ABB L'architecture du système est esglaonada: chaque équipe de chaque voiture est contrôlé par un microprocesseur, qui envoie les résultats à un autre microprocesseur de niveau supérieur qui contrôle un groupe d'équipes. Celui-ci accuse les données et il les envoie à un autre microprocesseur de niveau supérieur, et ainsi successivement, jusqu'à atteindre l'ordinateur central de chaque voiture, connu avec les sigles FLG (de l'appellation allemande Fahrzeug leitgerät, unité de contrôle du véhicule). Pendant la conduite du train, le FLG de la voiture depuis où se conduit fait la fonction d'ordinateur maître de tout le train, en restant les autres subordonnés à ses ordres; quand ils se couplent deux unités en commandement multiple, l'ordinateur maître contrôle le fonctionnement de toutes deux unités Les communications entre les différents microprocesseur se fait moyennant câblé conventionnel, même si dans quelques cas s'utilisent des connexions de fibre optique.
La conduite du train se fait moyennant un seul commandement, connu comme manipulateur, par le système de vitesse prefixada À partir d'une position "zéro" (clouée avec le commandement d'investissement de marche et la clef d'habilitation du pupitre de conduite), permet choisir la vitesse à celle que le machiniste veut qu'il circule le train; l'équipement informatique de contrôle donnera les ordres nécessaires parce que les moteurs de traction fassent son effort, ou ils se comportent comme frein électrique, ou il agisse le frein pneumatique, afin de remporter et entretenir en figurant la vitesse choisie, indépendamment de la charge du train ou du profil de la voie Pour freiner le train et s'arrêter à une gare, le machiniste vain en réduisant l'ordre de vitesse prefixada jusqu'à ce qu'il arrive de nouveau à "zéro" Ce système de conduite, très inhabitual dans n'importe quelle sorte de train, il ne permet pas varier ni l'effort de traction ni celui de frein (le machiniste ne peut pas contrôler avec douceur l'accélération ou la freinée), motif par lequel le confort de marche des trains est très déficient (avec le pas du temps s'a reprogrammation pour essayer du faire plus doux, étant donné qu'en origine les accélérations et freinées étaient tellement brusques que les voyageurs atteignaient vomir) Par la propre architecture du système de contrôle, celles-ci brusquedats sont encore plus accusées quand ils circulent deux UT couplées en commandement multiple, donc chaque voiture motrice accélère ou il freine de façon indépendante pour entretenir sa vitesse selon la demandée,

### Équipements de sécurité
Les UT 213 sont équipées avec plusieurs systèmes de sécurité, en étant les principaux,: 
- Système d'homme mort, qui arrête le train devant des défaillances du machiniste
- Système FAP (Freiné Automatique Ponctuel, dérivé du ASFA de Renfe), qui contrôle l'accomplissement des indications des signaux par partie du machiniste.
- Lien de portes, qui empêche la circulation du train avec quelque porte de voyageurs non fermée et clouée
- Minimum pression d'air, qui empêche la marche du train et il le bloque en cas de pression d'air insuffisant pour freiner
- Appareils d'alarme par les voyageurs que, quand ils le précisent, peuvent agir pour se mettre en communication avec le machiniste, mais ils n'arrêtent pas le train, en laissant au machiniste la décision de l'arrêter ou n'en fonction de l'incidence et endroit où passe, afin d'éviter des maux majeurs

### Prestations et opération
La puissance maximale d'une UT est de 1.440 kW, et la vitesse maximale de 90 km/h L'effort de traction à l'arraché est de 210 kN, et l'accélération maximale de 1,05 m/s² entre 0 et 38 km/h, en étant à partir de cette vitesse de 0,60 m/s² de moyenne jusqu'à la vitesse maximale La décélération de service est de 0,70 m/s², et celle d'urgence de 1,2 m/s² Les trains sont dessinés pour repasser des rampes maximales de 44 millièmes, beaucoup par enveloppe des maximales des lignes par celles que circulent Dans des conditions dégradées, la UT peut circuler seulement avec une voiture motriu en service, sent capable de remporter la vitesse maximale mais avec des accélérations et décélérations inférieures
Les UT 213 se peuvent coupler entre soi en commandement multiple avec un maximum de deux unités Cette limitation vient motivée par la longitude des quais, qui ne permet pas faire des trains plus longs; mais techniquement est possible en coupler, au moins, trois En cas de panne, ils se peuvent remorquer avec une autre UT de la même série ou avec une locomotive dièsel de la série 254, avec des enganxalls spéciales de transition, en distribuant la locomotive air comprimé et tension de batteries. Dans le passé aussi ont été remorquées par UT de la série 211, donc les enganxalls étaient les mêmes.

## Image, numérotation et curiosités

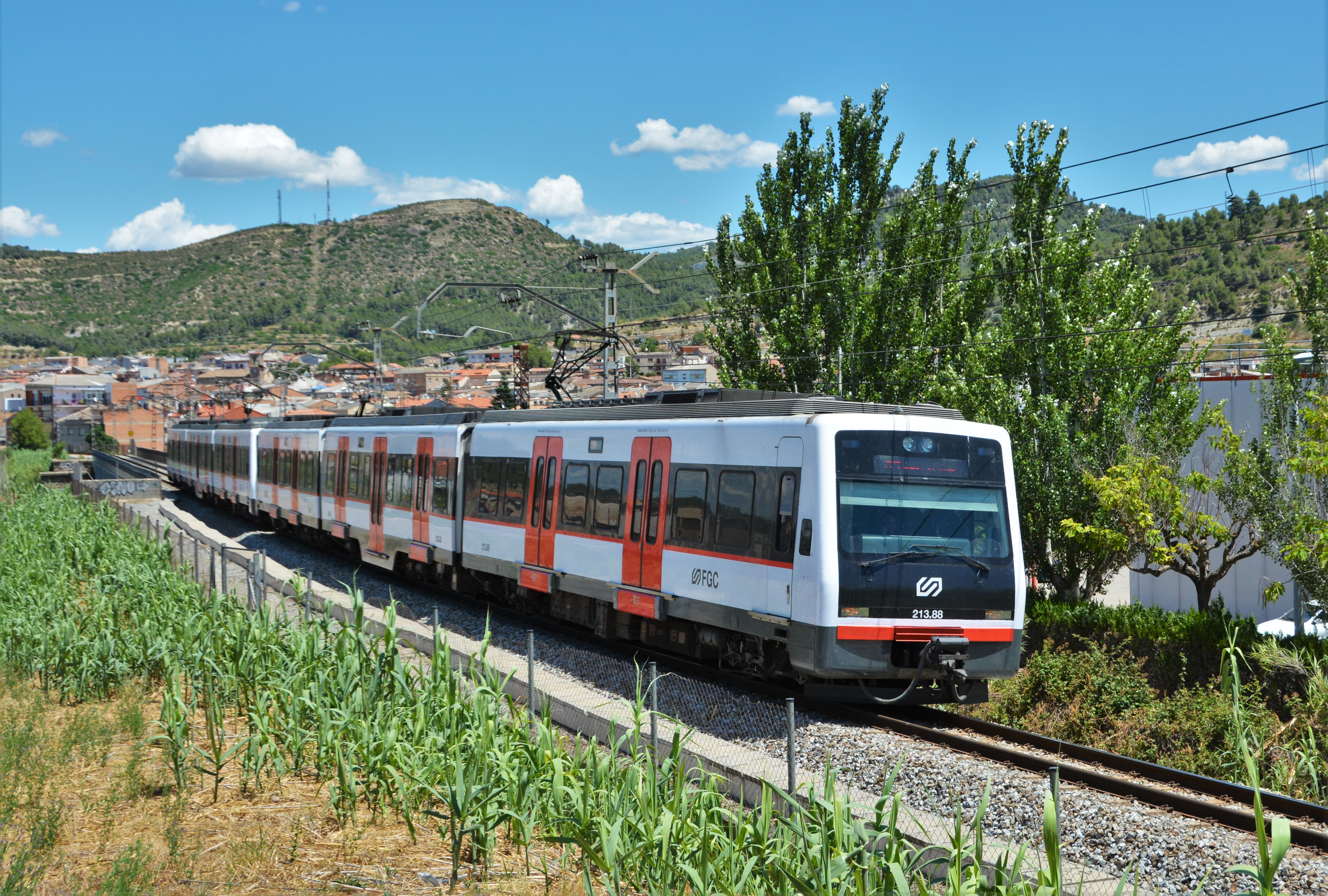
Deux UT 213 avec la nouvelle image, à son pas par Saint Vicenç de Castellet chemin de Barcelone

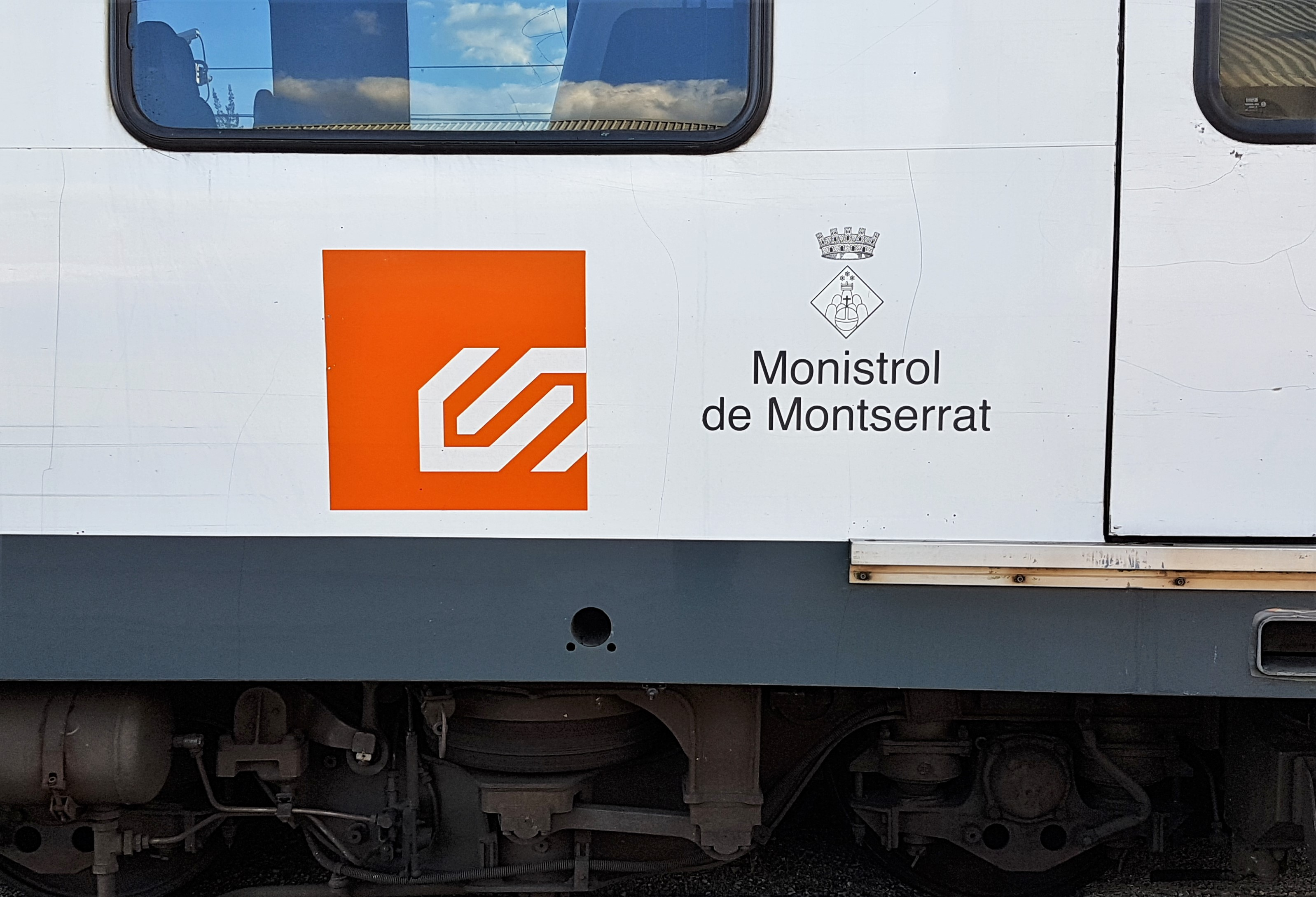
Nom de baptême de la UT 213.20

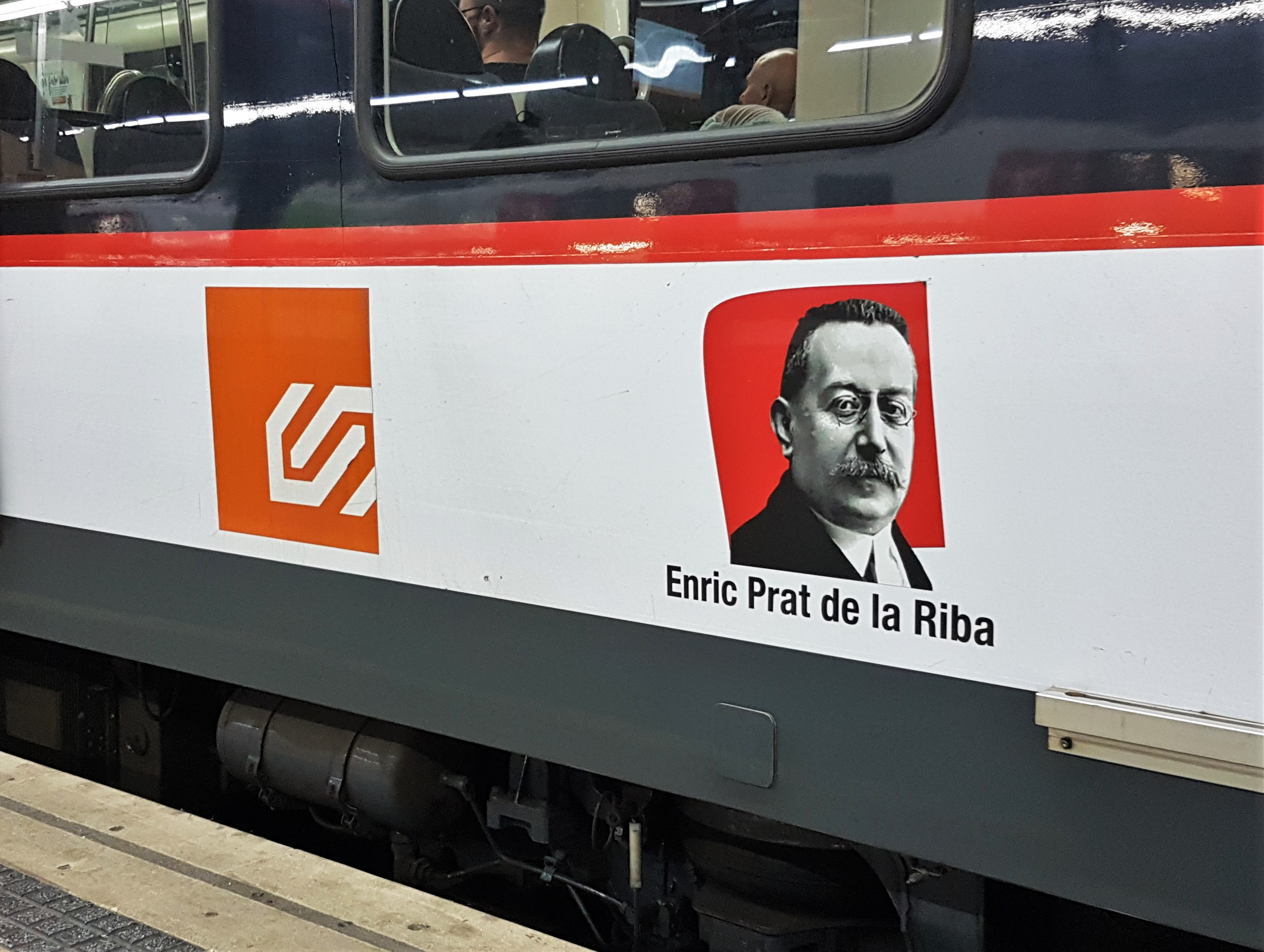
Nom de baptême de la UT 213.26

Initialement, les 42 UT étaient peintes de couleur blanche, avec les portes et partie inférieure de les testeres de couleur rouge, et les basses et plafond de couleur grise Interiorment, les parois et plafond étaient de couleur blanche, et les sièges étaient tapissés avec étoffe de couleur grené (les réservés à des personnes avec des besoins spéciaux, de couleur bleue) En 2015 a commencé un procès de modernisation de l'image extérieure et intérieure des trains Exteriorment s'ont modifié légèrement les couleurs, en ajoutant une frange noire à la hauteur des fenêtres avec une étroite ligne rouge au-dessous, et les testeres sont passés à être des noires Interiorment, les sièges s'ont tapissé avec étoffe gris, et dans quelques trains s'ont changé les revêtements intérieurs par d'autres de couleur blanche L'image extérieure originale était peinte, tandis que la nouvelle image se fait moyennant le revêtement complet des caisses des trains avec des vinyles adhésifs Le changement d'image s'a fait lentement, et il ne va pas être jusque les mois de juillet et août de 2020 que les trois dernières UT ne la vont pas recevoir (213.09, 15 et 20)
Le long des années, plusieurs UT de la série ont été baptisées avec des noms propres Les vingt premières le soient d'origine, avec les noms de quelques-unes des localités par celles que circulent d'habitude Parfois, la posée en service de la UT correspondante a supposé un petit acte de baptême la localité protagoniste Les noms de ces UT sont:
| UT     | Nom                      | UT     | Nom                      | UT     | Nom                      | UT     | Nom                     |
| ------ | ------------------------ | ------ | ------------------------ | ------ | ------------------------ | ------ | ----------------------- |
| 213.01 | Égalée                   | 213.06 | Castellbell et Le Vilar  | 213.11 | Martorell                | 213.16 | Masquefa                |
| 213.02 | Manresa                  | 213.07 | Vilanova du Chemin       | 213.12 | Pallejà                  | 213.17 | Olesa de Montserrat     |
| 213.03 | Capellades               | 213.08 | Sant Vicenç des Vergers  | 213.13 | Sant Esteve Sesrovires   | 213.18 | Abrera                  |
| 213.04 | Piera                    | 213.09 | Sant Vicenç de Castellet | 213.14 | Sant Boi de Llobregat    | 213.19 | La Peuple de Claramunt  |
| 213.05 | Sant Andreu de la Barque | 213.10 | Vallbona d'Anoia         | 213.15 | Santa Coloma de Cervelló | 213.20 | Monistrol de Montserrat |

Avec le changement d'image commencé en 2015, ces vingt premières UT ont conservé ses noms, et postérieurement se sont baptisés d'autres avec des noms de personnages illustres de la société catalane et valencienne: 
| UT     | Nom                                                         | Date           |
| ------ | ----------------------------------------------------------- | -------------- |
| 213.22 | Josep Carner (poète, journaliste, dramaturge et traducteur) | juillet 2020   |
| 213.23 | Joan Perucho (romancier, poète et critique d'art)           | juillet 2020   |
| 213.25 | Joanot Martorell (écrivain valencien)                       | avril 2018     |
| 213.26 | Enric Prat du Rivage (avocat, journaliste et politicien)    | septembre 2016 |
| 213.28 | Dolors Monserdà (écrivaine)                                 | avril 2019     |
| 213.31 | Joan Cererols (musicien, compositeur et moine bénédictin)   | juillet 2016   |
| 213.33 | Joan Brossa (poète, dramaturge et artiste plastique)        | avril 2019     |

### Numérotation
Chaque voiture de chaque unité de train a un numéro propre:
- Les voitures M1 du 213.01 au 213.42
- Les voitures Ri du 283.01 au 283.42
- Les voitures M2 du 213.51 au 213.92

Chaque UT est formée par les trois voitures du même ordinal, de telle sorte que la première est formée par les voitures 231.01 + 283.01 + 213.51... et ainsi successivement jusqu'à la 213.42 + 283.42 + 213.92 De façon générique, chaque UT s'identifie avec le numéro de la voiture Mème1, de telle sorte que, par exemple, la dernière UT est la 213.42

### Curiosités
- Quand il a été livré par le fabricant, la remorque intermédiaire de la UT 213.06 (numéro 283.06) a été des mois à la Gare de France de Barcelone, à l'exposé commémoratif du 150 anniversaire du chemin de fer en Espagne. En finissant, il s'a transporté à Martorell et il s'a incorporé à sa composition
- Depuis le début s'a prévu la circulation en commandement multiple avec les UT de la série 211, motif par lequel incorporent plusieurs commandements aux cabines de conduite pour cette fonction. Bien qu'ils aient modifié les UT 211, et qui s'ont fait plusieurs preuves, ces accouplements ne se vont pas réaliser jamais en service public.
- Les UT de la série 213 sont autorisées à circulaire par la ligne du Fermeture éclair de Montserrat, seulement entre les gares de Monistrol de Montserrat et Monistrol Vila (le tronçon sans fermeture éclair). Ce tronçon est doté de balises FAP pour protéger ces circulations Cette possibilité seulement s'est utilisée dans comptées des occasions, pour faire des lanceuses entre les deux gares par manque de matériel au fermeture éclair, ou par quelque train direct spécial jusqu'à Monistrol Vila.
- Aux mois d'hiver jusqu'à en 2018, les jours avec prévision de fortes glacées nocturnes, deux UT s'équipaient avec un supplément rascador au pantògraf de la voiture motrice 1, et ils circulaient toujours avec les premiers trains qui allaient depuis Martorell Lien jusqu'à Manresa et Égalée, afin de nettoyer le gel déposé au fil de contact de la catenària. En cas inverse, les étincelles entre la catenària et les pantògrafs étaient de telle intensité qui débranchaient les équipes de traction
- L'unité 213.09 est en dehors de service depuis le mars de 2019, par panne Actuellement a beaucoup d'éléments démontés, que se sont utilisés comme des rechanges par le reste de trains